# Règlements de comptes (Breaking Bad)
Règlements de comptes (titre original : Peekaboo) est le sixième épisode de la deuxième saison de la série dramatique télévisée américaine Breaking Bad. Il a été écrit par J. Roberts et Vince Gilligan, et réalisé par Peter Medak.

## Synopsis
Jesse obtient l'adresse du couple qui a escroqué Skinny Pete et se rend dans leur maison délabrée. En entrant par effraction, il y trouve leur jeune fils livré à lui-même et s'occupe de lui. Lorsque le couple est de retour chez lui, Jesse les retient et ordonne qu'ils lui rendent sa méthamphétamine et son argent. Ils lui donnent une partie de la méthamphétamine, affirmant avoir perdu l'autre partie, et lui montrent un distributeur de billets qu'ils ont volé dans une épicerie. Le mari, Spooge, tente en vain d'ouvrir le distributeur de billets. Tandis que Jesse est occupé à jouer avec le fils, il tombe inconscient, assommé par la femme qui lui vole son arme et sa drogue. Jesse reprend conscience et aperçoit Spooge, essayant d'ouvrir le distributeur de billets par le bas. Sa femme, énervée parce qu'il ne cesse de l'appeler « poufiasse », renverse le guichet automatique et l'écrase au passage ; elle récupère alors sa drogue et se l'injecte sur le canapé. Jesse saisit rapidement l'arme, récupère autant d'argent qu'il peut lorsque le distributeur automatique s'ouvre enfin, et appelle le 9-1-1. Il fait ensuite sortir le garçon de la maison, lui ordonne de ne pas retourner à l'intérieur et s'enfuit.
Lors de son premier jour de retour à l'enseignement après avoir terminé sa chimiothérapie, Walt raconte à sa classe l'histoire du Dr Tracy Hall, l'inventeur des diamants synthétiques, qui n'a touché qu'une somme dérisoire pour son travail, tandis que General Electric a réalisé un bénéfice incalculable. À la maison, Skyler reçoit un appel de Gretchen Schwartz, dont elle est persuadée qu'elle paie toujours les frais médicaux de Walt, et l'invite le même après-midi. Cependant, dès que Walt arrive à la maison, Gretchen s'en va rapidement. Walt suit Gretchen à l'extérieur et lui demande de ne rien révéler jusqu'à ce qu'ils puissent en discuter. Walt se rend ensuite à Santa Fe afin de s'excuser auprès de Gretchen pour lui avoir menti. Toutefois Gretchen demande à savoir comment il a financé son traitement, et les raisons de son mensonge. Walt, toujours contrarié d'avoir été évincé de Gray Matter Technologies, refuse de lui donner une quelconque justification ; Gretchen insiste sur le fait que Walt est celui qui a décidé de s'en aller, en mettant fin à leur relation passée. Walt l'insulte. Lorsque Walt rentre chez lui, Skyler lui annonce que Gretchen a téléphoné pour lui informer que les Schwartzs cessaient de financer son traitement. Réalisant qu'il est désormais démasqué, Walt affirme que les Schwartzs ont fait faillite, mais promet que lui et Skyler trouveront un moyen de rassembler l'argent nécessaire.

## Production
L'épisode a été écrit par J. Roberts et Vince Gilligan et réalisé par Peter Medak. Il est diffusé pour la première fois le 12 avril 2009 sur AMC aux États-Unis et au Canada.

## Réception critique
L'épisode a été unanimement acclamé par les critiques, certains le qualifiant comme l'un des meilleurs de la série. Donna Bowman du AV Club lui attribue la note de A−, louant l'épisode pour avoir inversé les rôles de Jesse et Walter.
En 2009, TV Guide classe « Règlement de comptes » parmi sa liste des 100 plus grands épisodes télévisés de tous les temps.
Pour cet épisode, Aaron Paul a été nommé pour l'Emmy Award du meilleur second rôle masculin dans une série dramatique.
En 2019, The Ringer classe « Règlements de comptes » comme le 26e meilleur épisode de Breaking Bad, sur un total de 62 épisodes.
En 2022, les frères jumeaux qui partageaient le rôle du jeune garçon jouant à « coucou » avec Jesse, ont retrouvé Paul et Cranston lors d'une signature d'autographes.